# معالجة حرارية للنفايات
المعالجة الحراريَّة هي أي تقنيةٍ لمعالجة النفايات تتضمن درجات حرارةٍ عاليةٍ في معالجة المواد الخام للنفايات. عادةً ما تتضمن هذه التقنية احتراق مواد النفايات.
يوجد عددٌ من الأنظمة التي تُعتبر عمومًا ضمن المعالجة الحراريَّة للنفايات، ومنها فرن الأسمنت والتغويز وترميد النفايات والمعالجة الحرارية الميكانيكية والتحلل الحراري وإزالة البلمرة الحراريَّة وغيرها.